# Gumós macskahere
A gumós macskahere (Phlomis tuberosa) az ajakosvirágúak (Lamiales) rendjébe és az árvacsalánfélék (Lamiaceae) családjába tartozó faj.

## Elterjedése, élőhelye
Kelet-Európa és Nyugat-Ázsia erdeiben és füves pusztáin honos. A Kárpát-medencében védett reliktumfaj, lösztölgyesekben, löszpusztaréteken, mészkerülő tölgyesekben fordul elő, többek közt a Gödöllői-dombság, a Mátra, valamint a Hevesi Füves Puszták Tájvédelmi Körzet területén él, továbbá a Csanádi-háton is előfordul.

## Megjelenése
80–120 cm magas, gumós gyökerű évelő. A tőlevelek 15–25 cm hosszúak, háromszög- tojásdadok, mélyen szíves, füles vállúak, hosszú nyelűek, molyhosak. Június- júliusban virágzik, a virágai tömött álörvökben állnak, több emeletben, örvönként 15-40 virággal. A párta 15–20 mm hosszú, rózsaszínű, felső ajka sisakszerűen görbült, oldalról összenyomott. A belső porzószál alján rövid nyúlvány található.